# AltGr 키

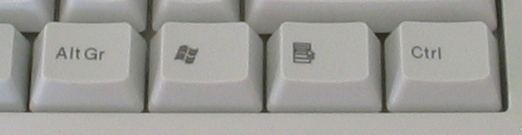
오른쪽 Alt 키가 ‘Alt Gr’로 적혀 있는 키보드.

AltGr (또는 Alt Gr, Alt Graph, Alt Car, Alt Char)은 유럽이나 아메리카 대륙(미국 표준 QWERTY 자판은 제외)의 키보드 수식 키 중에 하나로, 주로 해당 언어에서 잘 안 쓰이는 문자(주로 악센트가 첨가된 문자나 화폐 기호 등)를 입력하기 위한 용도로 쓰인다. 이 키는 대개 '물리적'으로는 오른쪽 Alt 키가 대신하고 있다.
맥 OS에서는 따로 AltGr 키를 두지 않고, 대신 Option 키가 비슷한 역할을 수행하도록 되어 있다. 이 문서의 AltGr과 관련 있는 다른 키 섹션에 양자의 공통점과 차이점을 설명하였다.

## 명칭과 의미

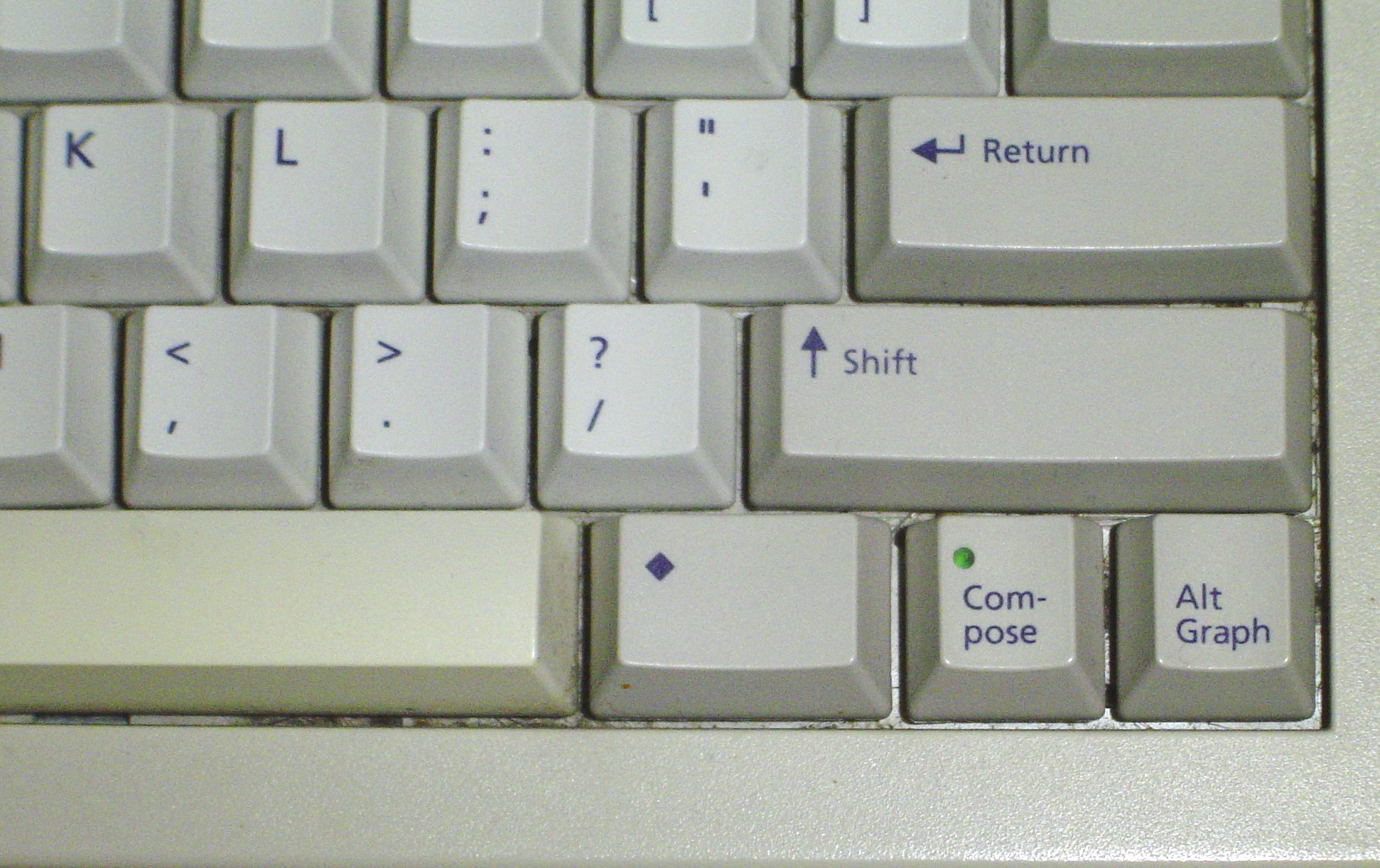
썬 마이크로시스템즈 키보드의 Alt Graph 키.

이 키의 사용을 염두에 둔 키보드 레이아웃에서는 이 키를 대개 AltGr로 표기해놓고 있다. IBM은 ‘AltGr’을 ‘그림을 대신 입력하기(alternate graphic)’의 약칭으로 정의하고 있다. 썬 마이크로시스템즈의 키보드에서는 AltGr 대신에 Alt Graph라고 쓴다.
AltGr은 원래 텍스트 사용자 인터페이스에서 주로 괘선 기호(표 그리기 문자 기호, box-drawing characters)를 사용하기 위한 용도로 도입되었다. 그래서 ‘alternate graphic’라는 이름이 붙게 되었다. 그러나 그래픽 사용자 인터페이스가 널리 보급된 현재, AltGr 키는 ‘그림으로 바꾸기’라는 용도보다는 ‘특수 문자를 대신 입력하기’ 용도로 더 쓰인다고 할 수 있다.

## 윈도의 AltGr 처리
IBM PC 호환기종의 키보드에서는 오른쪽 Alt와 AltGr 키의 스캔코드(scancode)가 차이가 없다. 그래서 이 환경에서는 해당 키가 오른쪽 Alt로 쓰일 것인지 AltGr로 쓰일 것인지를 정하는 것은 하는 것은 하드웨어 단계에서 결정되는 게 아니라, 소프트웨어 단계에서 결정되는 것이다. 예를 들어 미국 쿼티 자판을 쓸 경우 해당 키를 오른쪽 Alt 키로 하여 기능상으로 왼쪽 Alt 키와 동일하게 처리하는 것이고, 영국 쿼티 자판을 쓸 경우 AltGr 키로 처리하여 특수 문자를 입력하기 위한 키로 쓰는 식이다.
마이크로소프트 윈도우에서는 AltGr 키를 입력하기 곤란한 환경(예를 들면 오른쪽 Alt 키가 없는 키보드를 사용하는 상황)에서 이 키를 쓸 경우를 위해 Alt+Ctrl(좌우 상관 없음) 조합으로 대신할 수 있게 하고 있다. 그래서 마이크로소프트는 프로그래머들에게 Ctrl+Alt를 이용한 단축키를 만들지 말 것을 권고하고 있다.
마이크로소프트 윈도우에서는 AltGr 키를 사용하는 자판 배열을 사용할 경우, 오른쪽 Alt 키(즉 AltGr 키)를 누르면 입력기가 왼쪽 Ctrl+오른쪽 Alt이 입력된 것으로 변조하여 응용 프로그램으로 전달한다. 이것은 Alt+Ctrl=AltGr이라는 관례와 관련이 있다.

## 예
여기서는 윈도에 내장된 미국 국제어 키보드 배열(미국 표준 쿼티를 기반으로 하되, 영어 이외의 유럽 언어들을 타이핑할 수 있는 자판)을 예로 들어 설명한다.
위 그림은 미국 국제 자판 레이아웃(US International)으로, 종래의 미국 쿼티 자판을 변형하여 영어 이외의 언어를 입력할 수 있도록 고안된 키보드 레이아웃이다. 위 그림에서 파란색으로 쓰여진 글자들은 AltGr(오른쪽 Alt) 또는 Ctrl+Alt 키를 누른 상태에서 입력되는 문자들이다(참고로 빨간색으로 되어 있는 글자는 데드 키임).
A/a 키를 기준으로 한 키 조합은 다음과 같다.
|                    | ⇪ Caps Lock 꺼짐 | ⇪ Caps Lock 켜짐 |
| ------------------ | ---------------- | ---------------- |
| 단독 입력          | a                | A                |
| ⇧ Shift 누름       | A                | a                |
| AltGr 누름         | á                | Á                |
| AltGr+⇧ Shift 누름 | Á                | á                |

AltGr을 통해 입력되는 문자 Á/á는 대소문자의 짝이 있어서 Caps Lock의 점등 여부에 따라 달라진다.
대소문자의 짝이 없는 경우 Caps Lock 점등 상태와 상관 없이 입력되는 문자가 동일하다. 4/$ 키를 예로 들면 다음과 같다.
|                    | ⇪ Caps Lock 꺼짐 | ⇪ Caps Lock 켜짐 |
| ------------------ | ---------------- | ---------------- |
| 단독 입력          | 4                | 4                |
| ⇧ Shift 누름       | $                | $                |
| AltGr 누름         | ¤                | ¤                |
| AltGr+⇧ Shift 누름 | £                | £                |

미국 국제어 키보드의 AltGr+F처럼 대응되는 AltGr 문자가 없는 경우에는 아무 문자도 입력되지 않는다.

## AltGr과 관련 있는 다른 키

### 표준 자판 배열
- 대한민국에서는 오른쪽 Alt 키(AltGr 키가 있는 배열을 쓸 때에는 이 키가 AltGr 키로 작동)가 한글과 로마자 간 입력 전환 키로 쓰이는 경우가 있다. 즉 오른쪽 Alt 키가 한/영 키를 대신하도록 하는 것이다. 특히 대한민국에서 발매되는 윈도용 노트북에서는 이런 방식으로 동작하도록 설계, 오른쪽 Alt 키의 각인만 ‘한/영’으로 해놓는 경우가 많다. 따라서 이런 노트북에서 AltGr 키를 사용하는 다른 언어 배열을 사용할 경우, ‘한/영’이라고 각인되어 있는 키(실제로는 오른쪽 Alt 키)를 AltGr 키로 쓰면 된다.
- 솔라리스용으로 제작된 키보드 중 동아시아 언어용으로 발매된 것들은 Alt Graph(즉 AltGr) 키가 입력 모드를 전환하는 키로도 사용된다[5]. 대한민국(한국어)용 키보드 배열에서는 한/영, 중국어 번체(타이완 즉 중화민국) 배열에서는 中/英(중/영), 일본어(일본) 배열에서는 かな(가나) 또는 ローマ字／かな(로마자/가나)[6] 키로 쓰이는 식이다. 다만 일본어 자판에서는 일본어 입력 모드를 켜고 끄는 日本語 On-Off(일본어 온-오프) 키가 독립된 키로 존재한다.
- 맥 OS에서는 ⌥ Opt(Option) 키라는 수식키가 존재하는데, USB 키보드 규격 등에서 윈도용 키보드의 Alt 키와 동일한 것으로 간주된다. 하지만 이 키는 맥 OS에서 텍스트 입력 시윈도의 Alt 키와 달리 윈도의 AltGr 키와 유사하게 특수 문자를 입력하는 '역할'을 하는 경우가 많다.
- 일부 컴퓨터 기종에는 Compose 키(compose key)라는 것이 있는데, 이 키도 AltGr 키처럼 잘 안 쓰이는 문자를 입력하는 용도로 쓴다. 다만 작동 방법은 조금 다르다(해당 문서 참조).

캐나다 다국어 ACNOR 키보드 레이아웃.

- 캐나다 다국어 ACNOR 키보드 레이아웃. 캐나다 다국어 표준 자판인 ACNOR 키보드 레이아웃에서는 오른쪽 Alt 키가 AltGr 키에 해당하는 키로 쓰이고 있을 뿐만 아니라, 오른쪽 Ctrl 키도 그와 유사한 역할을 하는 또 다른 키로 쓰인다.
  - 윈도에 내장된 ACNOR 키보드 레이아웃을 사용할 경우, 오른쪽 Alt 키(즉 AltGr 키)를 누르면 입력기가 왼쪽 Ctrl+오른쪽 Alt이 입력된 것으로 변조한다. 그러나 오른쪽 Ctrl 키는 이런 식으로 변조하지 않는다. 대신 가상 키코드(virtual key code)를 오른쪽 Ctrl 키가 아닌 다른 것으로 매핑시켜서 이 키가 일반적인 Ctrl 키처럼 오작동하지 않게 하고 있다.

### 대안 자판 배열

AltGr을 이용한 입력 방법까지 표시된 콜맥 레이아웃 그림. 단, 새나루 한글 입력기(1.1.0 이후 버전)에서 기본 제공되는 콜맥 자판에서는 위 그림과 달리 오른쪽 Alt 키 대신에 오른쪽 윈도 키가 AltGr 키 역할을 한다.

- 영어 대안 자판인 콜맥(Colemak) 자판  은 AltGr(맥 OS X에서는 ⌥ Opt) 키로 특수 문자를 입력하는 것을 지원하고, 그 중 일부는 데드 키이다.
  - 몇몇 특수 문자(옆의 그림에서 초록색으로 표시된 문자들)들은 AltGr+다른 문자 키의 조합으로 입력할 수 없다. 이런 문자는 AltGr+\(윈도와 맥 OS X에서만 지원)를 누른 뒤, 다른 문자 키를 누르는 방식으로 입력한다. 예를 들어 ®은 AltGr+\을 눌렀다 뗀 다음에(화면에는 아직 아무 문자도 표시되지 않음) R(쿼티의 S 자리)을 누르면 된다.
  - 새나루 한글 입력기에서는 1.1.0부터 영문 자판으로 콜맥 자판을 정식 지원하는데,[7] 콜맥 자판의 AltGr 키를 오른쪽 Alt 키가 아니라 오른쪽 윈도 키로 한다. 대한민국에서는 윈도우에서 오른쪽 Alt 키를 한영 전환 키의 대용으로 하는 경우가 많기 때문이다(위 표준 자판 배열 섹션 참고). 개발자들은 기존 키보드 환경에 익숙한 대한민국 사용자들의 혼란을 방지하기 위해 이와 같이 다른 키를 할당하였다.[8]

네오 2 키보드 레이아웃.

- 독일어 대안 자판인 네오(Neo) 2 자판[9]의 경우, AltGr과 비슷한 수식 키(modifier key)들이 여러 개 존재한다.
  - 다른 자판의 AltGr 키가 오른손 쪽에만 위치한 관계로 사용하기가 불편한데, 네오 2 레이아웃에서는 그와 동일한 역할을 하는 키를 왼손 쪽에도 배치하였다(이 배열에서는 이 두 키를 Ebene 4 키라고 부름). 미국을 제외한 아메리카 대륙과 유럽 대륙의 102/105키 키보드에는 왼쪽 ⇧ Shift 키와 Z 키(쿼티 자판 기준. 네오 2에서는 Ü 키에 해당) 사이에 문자 키가 하나 더 존재하는데, 네오 2 배열에서는 그 키를 오른쪽 Alt 키와 동일한 역할을 하는 왼손 수식키로 할당하였다.
  - 네오 2 레이아웃에서는 또한, AltGr과 유사한 역할을 하는 또 다른 키가 존재하는데(이 배열에서는 이 두 키를 Ebene 3 키라고 부름), 미국 쿼티 키보드의 \ 키(단 유럽에서 흔한 102/105 키 키보드에서는 대개 이 키가 일반적인 미국 키보드와 달리 ↵ Enter 키 왼쪽에 존재함)와 ⇪ Caps Lock 키가 이 역할을 수행한다.
  - 다른 키보드의 AltGr 키는 문자만 입력할 수 있는데, 네오 2 레아이웃의 Ebene 3 키와 Ebene 4 키는 그와 달리 특수 기능을 수행하는 경우도 있다(단, 이들은 네오 자판 공식 홈페이지에서 배포하는 윈도용 드라이버만 가지고는 작동시킬 수 없다. 홈페이지에서 제공하는 오토핫키 스크립트도 같이 설치해야 한다). 이 점은 다른 키보드의 AltGr 키와 다른 점이다.
  - 네오 자판 공식 홈페이지에서 배포하는 윈도용 드라이버를 사용할 경우, Ebene 3 키와 Ebene 4 키는 다른 키보드의 AltGr 키와 작동 구조가 다르다. 이들은 다른 배열의 AltGr 키처럼 입력기가 왼쪽 Ctrl+오른쪽 Alt이 입력된 것으로 변조하지 않는 것이다. 이들은 ACNOR 키보드 레이아웃의 오른쪽 Ctrl 키와 비슷하게, 특수한 가상 키코드를 매핑시켜서 처리하고 있다.

## 인용 문헌 출처
1. ↑  (영어) Keyboard Technical Reference – Key to Abbreviations Used in the Keyboard Translate Tables
2. ↑  (영어) IBM Introduction to Keyboards: Globalize your On Demand Business: Alternate graphic 보관됨 2008-07-04 - 웨이백 머신
3. ↑  마이클 S 캐플런(Michael S. Kaplan): (영어) "To start press the ALTGR key." Hmm... where's the ALTGR key? 보관됨 2012-10-22 - 웨이백 머신. 2004년 12월 28일.
4. ↑  (영어) The Old New Thing: Why Ctrl+Alt shouldn't be used as a shortcut modifier. 2004년 3월 29일.
5. ↑  (영어) Keyboard Support in the Solaris 9 Product
6. ↑  (일본어) ATOK8 ユーザーズガイド 253쪽(문서 내부에는 233쪽으로 기재돼 있음) 하단 그림.
7. ↑  http://kldp.net/projects/saenaru/wiki/%EC%BD%9C%EB%A7%A5%EC%9E%90%ED%8C%90
8. ↑  http://kldp.net/projects/saenaru/issue/315430
9. ↑  “보관된 사본”. 2010년 9월 22일에 원본 문서에서 보존된 문서. 2012년 5월 10일에 확인함.

## 같이 보기
- Alt 키
- 데드 키
- 언어 입력 키
- 옵션 키
- 컴포즈 키